# آرتیگ-پره-بوردو
آرتیگ-پره-بوردو (به فرانسوی: Artigues-près-Bordeaux) یک کمون در فرانسه است که در Urban Community of Bordeaux واقع شده‌است. آرتیگ-پره-بوردو ۷٫۳۶ کیلومتر مربع مساحت دارد ۶۳ متر بالاتر از سطح دریا واقع شده‌است.